# Red njemačkog orla
Red njemačkog orla (njemački: Verdienstorden vom Deutschen Adler) bio je odlikovanje Trećeg Reicha, uglavnom namijenjeno za inozemne diplomate. Red je osnovao Adolf Hitler 1. svibnja 1937.
Dodjeljivan je i pred pad Trećeg Reicha pred kraj Drugog svjetskog rata.

## Uvjet dobivanja
Red njemačkog orla bio je diplomatsko i počasno odlikovanje namijenjeno inozemcima, uglavnom diplomatima, koji su simpatizirali nacionalsocijalizam. Tri Nijemca su također bili nositelji ovoga reda, među njima Konstantin von Neurath, koji je dobio posebni stupanj odlikovanja 20. travnja 1939., Joachim von Ribbentrop na dan kada je postao ministar vanjskih poslova Reicha i Heinrich Himmler.

## Izgled i stupnjevi
Križ je u obliku malteškog križa s orlovima koji nose svastiku u svakom kutu. Za vojno osoblje odlikovanje je imalo i prekrižene mačeve. Križ je bio odvojen od 46 mm duge crvene vrpce s bijelom, crnom i bijelom prugom. Izgled i naziv odlikovanja je imitacija pruskoga Reda crnoga orla i Reda crvenoga orla.
Od 1937. do 1943. Red njemačkog orla imao je šest stupnjeva:
1. Veliki križ reda njemačkog orla (Grosskreuz des Deutschen Adlerordens)
2. Red njemačkog orla sa zvijezdom (Deutscher Adlerorden mit Stern)
3. Red njemačkog orla 1. stupnja (Deutscher Adlerorden, Erste Stufe)
4. Red njemačkog orla 2. stupnja (Deutscher Adlerorden, Zweite Stufe)
5. Red njemačkog orla 3. stupnja (Deutscher Adlerorden, Dritte Stufe)
6. Njemačka medalja za zasluge (Deutsche Verdienstmedaille)

Jedinstveni Veliki križ reda njemačkog orla s dijamantima (Grosskreuz des Deutschen Adlerordens in Gold und Brillanten) dobio je Benito Mussolini 25. rujna 1937.
27. prosinca 1943. Red je raspoređen u devet stupnjeva:
1. Veliki križ reda njemačkog orla u zlatu (Goldenes Grosskreuz des Deutschen Adlerordens)
2. Veliki križ reda njemačkog orla (Grosskreuz des Deutschen Adlerordens)
3. Red njemačkog orla 1. stupnja (Deutscher Adlerorden, Erste Stufe)
4. Red njemačkog orla 2. stupnja (Deutscher Adlerorden, Zweite Stufe)
5. Red njemačkog orla 3. stupnja (Deutscher Adlerorden, Dritte Stufe)
6. Red njemačkog orla 4. stupnja (Deutscher Adlerorden, Vierte Stufe)
7. Red njemačkog orla 5. stupnja (Deutscher Adlerorden, Fünfte Stufe)
8. Srebrna medalja za zasluge (Silberne Verdienstmedaille)
9. Brončana medalja za zasluge (Bronzene Verdienstmedaille)

## Nositelji odlikovanja
Veliki križ reda njemačkog orla s dijamantima
- Benito Mussolini

Veliki križ reda njemačkog orla u zlatu
Ovaj stupanj dodijeljen je četrnaest puta, a nositelji ovog stupnja su:
- Ion Antonescu, general osoblja Rumunjske vojske
- Car Boris III. Bugarski
- Galeazzo Ciano Conte di Cortelazzo, Italija
- Francisco Franco, Španjolski vođa
- Dr. Wilhelm Frick, Reichsminister
- Heinrich Himmler, Reichsführer
- Admiral Miklós Horthy, Mađarska
- Feldmaršal Carl Gustav Emil Mannerheim, zapovjednik Finske vojske
- General Hiroshi Oshima, japanski poslanik
- Risto Ryti, predsjednik Finske
- Constantin Freiherr von Neurath, ministar vanjskih poslova Reicha
- Joachim von Ribbentrop, ministar vanjskih poslova Reicha
- Jozef Tiso, slovački predsjednik, odlikovan dva puta: za rat s Poljskom 1939. i za invaziju na SSSR 1942.

Ostali stupnjevi
Nepoznat broj odlikovanih, a među poznatijima su:.
- Emil Kirdof, direktor Gelsenkirchena (odlikovan od Hitlera 8. travnja 1937.).
- Thomas Watson, predsjednik IBM-a, 1937. Watson je također bio predsjednik Međunarodne komore trgovine 1937.[3]
- Henry Ford odlikovan je Velikim križem na svoj 75. rođendan, 30. srpnja 1938.[2][4]
- General Olof Thörnell, vrhovni zapovjednik Švedskih oružanih snaga, odlikovan je Velikim križem 7. listopada 1940.[2]
- Charles Lindbergh odlikovan je Redom njemačkog orla sa zvijezdom 19. listopada 1938.[2]
- James Mooney, šef prekomorskih operacija General Motorsa, odlikovan je Redom njemačkog orla 1. stupnja.[2]
- Ing. Ugo Conte (1884. – 1951.), rimski inženjer, odlikovan je Redom njemačkog orla 2. stupnja 16. prosinca 1938.
- Sven Hedin, švedski istraživač, odlikovan je Velikim križem na 75. rođendan, 19. veljače 1940.
- Rudolf Walden, finski ministar obrane, odlikovan je Velikim križem
- Fanni Luukkonen, voditeljica finske organizacije Lotta Svärd, odlikovan je Redom njemačkog orla sa zvijezdom 19. svibnja 1943. Bila je jedina nenjemica koja je dobila ovo odlikovanje.
- Ivo Andrić, Veliki križ,[5] mjeseca lipnja 1937.